# ريكي غروفر
ريكي غروفر (بالإنجليزية: Ricky Grover)‏ هو كوميدي ارتجالي وملاكم وممثل بريطاني، ولد في 24 ديسمبر 1961 في المملكة المتحدة.

## وصلات خارجية
- ريكي غروفر على موقع IMDb (الإنجليزية)
- ريكي غروفر على موقع ميوزك برينز (الإنجليزية)
- ريكي غروفر على موقع قاعدة بيانات الفيلم (الإنجليزية)